# The Shadowthrone
Albums de Satyricon
Dark Medieval Times
(1993) Nemesis Divina
(1996)
The Shadowthrone est le deuxième album studio du groupe de black metal symphonique norvégien Satyricon. L'album est sorti en 1994 sous le label Moonfog Productions.
Comme pour leur album précédent, Dark Medieval Times, le groupe alterne les passages mélodiques à la guitare acoustique aux passages plus brutaux.

## Musiciens
- Satyr - Chant, Guitare
- Samoth - Basse
- Frost - Batterie
- S.S. - Claviers

## Liste des morceaux
1. Hvite Krists Død – 8:27
2. In the Mist by the Hills – 8:01
3. Woods to Eternity – 6:13
4. Vikingland – 5:14
5. Dominions of Satyricon – 9:25
6. The King of the Shadowthrone – 6:14
7. I En Svart Kiste – 5:24